# Jack Dwan
John P. « Jack » Dwan, né le 3 mai 1921, décédé le 4 août 1993, est un ancien joueur américain de basket-ball. Il évolue durant sa carrière aux postes d'arrière et d'ailier.

## Palmarès
- Champion NBA 1949